# Penetanguishene
Penetanguishene (penəˈtæŋgwəˌʃi:n) est une ville de l'Ontario au Canada située dans le comté de Simcoe au sud-est de la baie Georgienne.

## Toponyme
« Penetanguishene » vient de la langue Ojibwé et signifie « lieu des sables blancs en mouvement ».

## Histoire
Pendant le dix-neuvième siècle, l’histoire de la ville de Penetanguishene s’inscrit dans le contexte de la traite des fourrures. Selon l’historien Robert Choquette, les soixante-quinze familles de voyageurs qui ont quitté l’Île Drummond (Michigan) pour s’établir à Penetanguishene durant les années 1820 devinrent les premiers colons franco-ontariens de la région.

## Démographie
La population s'élevait à 9 354 personnes au recensement de 2006, une augmentation de 12,5 % par rapport à 2001 (8 316).
En 2006, 25 % de la population parlait le français et l'anglais. La communauté franco-ontarienne dispose d'ailleurs d'établissements scolaires.
| 2001  | 2006  | 2011  | 2016  |
| ----- | ----- | ----- | ----- |
| 8 316 | 9 354 | 9 111 | 8 962 |

## Médias
C'est à Penetanguishene que se trouve la radio Vague FM, une station communautaire francophone.

## Personnalités
James LaBrie, chanteur du groupe Dream Theater, est né à Penetanguishene.